# Castillo del Camarlengo
El Castillo del Camarlengo (en croata: Kaštel Kamerlengo) es una fortaleza de carácter defensivo situada en la localidad croata de Trogir.
El castillo del Camarlengo forma parte del centro histórico de Trogir que fue declarado Patrimonio de la Humanidad por la Unesco en 1997.

## Historia
El castillo fue construido durante la dominación veneciana de Trogir para servir de residencia para el gobernador de Trogir. Su construcción se inicia en 1430. La planta tiene forma octogonal para vigilar la parte orientada al mar de la isla. Estaba unido a la Torre de San Marcos.